# خوسيه فورميغا
خوسيه دا سيلفا فييرا فورميغا (بالإنجليزية: Jussier da Silva Viera Formiga؛ مواليد 14 أبريل 1985) هو مُقاتل فنون قتالية مختلطة أمريكي.

## وصلات خارجية
- خوسيه فورميغا على موقع يو إف سي (الإنجليزية)
- خوسيه فورميغا على موقع شيردوغ (الإنجليزية)
- خوسيه فورميغا على موقع Tapology.com (الإنجليزية)
- خوسيه فورميغا على موقع IMDb (الإنجليزية)